# Cystolepiota constricta
Cystolepiota constricta is een meercellige schimmel behorende tot de familie van de Agaricaceae. De wetenschappelijke naam is voor het eerst geldig gepubliceerd in 1952 door Rolf Singer.